# Parambassis macrolepis
Parambassis macrolepis és una espècie de peix pertanyent a la família dels ambàssids.

## Descripció
- Fa 9,7 cm de llargària màxima.[6][7]

## Hàbitat
És un peix d'aigua dolça, demersal i de clima tropical.

## Distribució geogràfica
Es troba a Sumatra i Borneo.

## Observacions
És inofensiu per als humans.